# وارويك فريمان
وارويك فريمان (بالإنجليزية: Warwick Freeman) هو مصمم مجوهرات نيوزلندي، ولد في 5 يناير 1953 في نيلسون في نيوزيلندا.